# Карриєв Чари Союнович
Чари Союнович Карриєв (нар. 17 жовтня 1932, село Ашхабад, тепер місто Ашгабат, Туркменістан) — радянський туркменський діяч, голова Ради міністрів Туркменської РСР, секретар ЦК КП Туркменістану, 1-й секретар Ашхабадського обласного комітету КП Туркменістану. Член Бюро ЦК КП Туркменістану з 24 січня 1976 по 25 березня 1985 року. Член Центральної Ревізійної комісії КПРС у 1981—1986 роках. Депутат Верховної Ради СРСР 9—11-го скликань.

## Життєпис
Народився в селянській родині.
У 1950—1955 роках — студент Московського нафтового інституту імені Губкіна, інженер-технолог.
У 1955 році — оператор, інженер цеху № 2, в 1955—1957 роках — начальник установки цеху № 1 Красноводського нафтопереробного заводу Туркменської РСР.
У 1957—1960 роках — аспірант Інституту хімії АН Туркменської РСР.
Член КПРС з 1958 року.
У 1960—1965 роках — начальник цеху № 5 Красноводського нафтопереробного заводу Туркменської РСР.
У 1965 році — заступник начальника управління гірничої та хімічної промисловості Ради народного господарства Туркменської РСР.
У 1965—1974 роках — завідувач відділу нафтової і хімічної промисловості ЦК КП Туркменістану.
У грудні 1973 — 24 серпня 1976 року — голова Організаційного бюро ЦК КП Туркменістану по Ашхабадській області, 1-й секретар Ашхабадського обласного комітету КП Туркменістану.
24 серпня 1976 — 15 грудня 1978 року — секретар ЦК КП Туркменістану.
15 грудня 1978 — 18 березня 1985 року — голова Ради міністрів Туркменської РСР і міністр закордонних справ Туркменської РСР.
У 1985—1988 роках — голова Державного комітету Туркменської РСР із цін.
У 1988 році — заступник голови Державного планового комітету (Держплану) Туркменської РСР.
Потім — персональний пенсіонер у місті Ашгабаті.

## Нагороди і звання
- орден Жовтневої Революції
- два ордени Трудового Червоного Прапора
- орден «Знак Пошани»
- медаль «За трудову доблесть»
- медаль «За доблесну працю. В ознаменування 100-річчя з дня народження Володимира Ілліча Леніна»
- медалі